# Błonia mogilskie
Błonia mogilskie – łąka o powierzchni około 3,5 ha, położona we wschodniej części Krakowa, w centrum dawnej wsi Mogiła, w Dzielnicy XVIII Nowa Huta.
Obszar Błoń zamknięty jest trójkątem ulic: Klasztornej, Stare Wiślisko, Syrachowskiej.
Łąka ta odgrywała rolę gminnego pastwiska wsi Mogiła, były tam dwa niewielkie stawy, w których pojono krowy i jej obszar był o wiele większy. Po rozpoczęciu budowy Nowej Huty, w związku z tym, że większość mieszkańców Mogiły zaczęła odchodzić od zajęć rolniczych, niewielu hodowało krowy, chociaż pasły się tutaj jeszcze w latach 70. XX wieku, zmieniła się też rola Błoń. Wschodnią część zabudowano domami jednorodzinnymi, a pozostały fragment pastwiska zaczął pełnić rolę terenu rekreacyjnego. Odbywają się na nich mogilskie dożynki, imprezy dla dzieci, postawiono piłkarskie bramki.